# E视力表

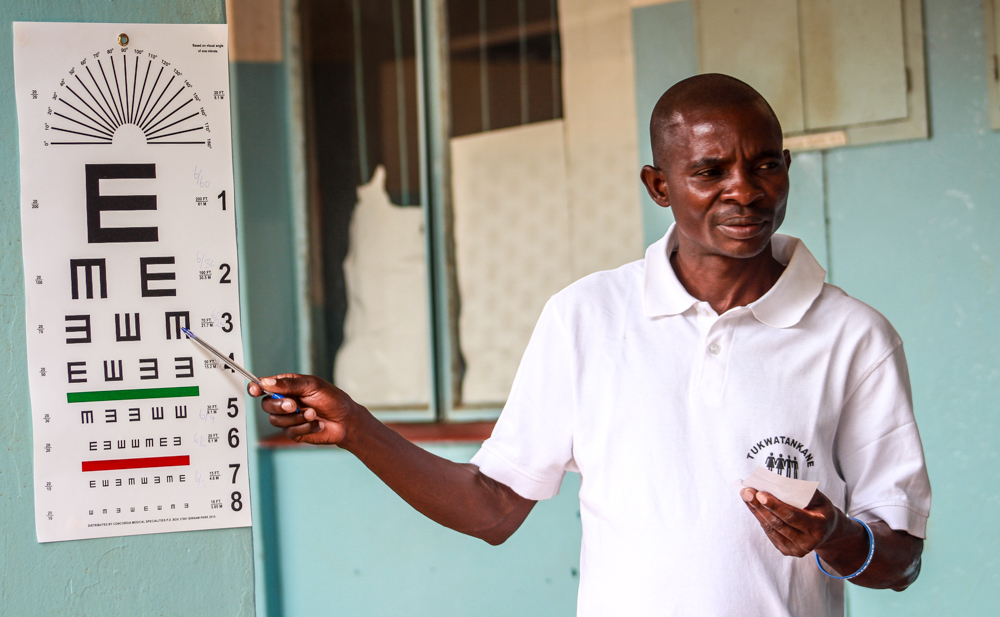
赞比亚的眼科医生使用E视力表对患者进行视力测试

E视力表（E chart，tumbling E chart）是一种测量视力的视力表。

## 用途
E视力表广泛用于不能认读拉丁字母的人群，例如非常年幼的儿童。E视力表也被不以拉丁字母为母语的国家广泛使用，如中华人民共和国。
E视力表每行包含以不同角度旋转的“E”，由上至下字母逐渐缩小。被测试者通常要说出E所指的方向：上、左、下、右。检测者根据可辨认的行数来确认其视力，其原理与斯内伦视力表相同。